# Маршал Неделин (корабль измерительного комплекса)
«Маршал Неделин» — советский и российский корабль измерительного комплекса (КИК), головной корабль проекта 1914, назван в честь Главного маршала артиллерии Митрофана Ивановича Неделина.

## История строительства
Первые две секции корабля были заложены на Балтийском заводе в соответствии с постановлением ЦК КПСС и Совета Министров СССР № 577—195 от 16 июля 1974 года и приказом МО СССР № 00493 от 19 августа 1974 года. Затем постановлением ЦК КПСС и Совета Министров СССР № 744—244 от 24 августа 1977 года и приказом МО СССР № 00489 от 13 сентября 1977 года передан для строительства на Ленинградское Адмиралтейское Объединение, где перезаложен 19 ноября 1977 года. Главный строитель проекта В. А. Таланов. Председатель госкомиссии — вице-адмирал Е. И. Волобуев. 30 октября 1981 года корабль спущен на воду.
Радиотехнические системы автоматизированного измерительного комплекса и вычислительный комплекс корабля были спроектированы в НИИ-885. 
В это же время стали набирать среди курсантов военных училищ будущих офицеров корабля. Отбор был очень тщательным: высокие морально-политические качества, хорошая успеваемость и холостяцкий статус. Костяк младших офицеров составили выпускники Высшего военно-морского училища радиоэлектроники имени А. С. Попова, Военного инженерно-космического института имени А. Ф. Можайского, Киевского высшего инженерного радиотехнического училища, Харьковского высшего военного командного училища имени Маршала Советского Союза Н. И. Крылова, Ростовского высшего военного училища имени Главного маршала артиллерии М. И. Неделина.
Директивой штаба Тихоокеанского флота № 13/1/10110 от 11 марта 1982 года сформирован экипаж из личного состава объединённой гидрографической экспедиции (ОГЭ-5). Командиром корабля назначен капитан 3-го ранга О. Н. Моисеенко, заместителем по политической части — капитан 2-го ранга Л. К. Мелентьев, начальником измерительного комплекса — капитан 3-го ранга А. А. Колпащиков, старшим помощником — капитан-лейтенант Ю. М. Пирняк, командиром электромеханической боевой части — капитан 3-го ранга Н. Н. Новиков. 
7 июля 1982 года начались швартовые испытания корабля.
В 1984 году командиром корабля назначен капитан 2-го ранга В. Ф. Волков.

## История службы
Корабль очень активно использовался, особенно в 1987—1989 годах «Пробег» КИК «Маршал Неделин» составил за эти годы почти половину боевого пути «малышей» — так стали называть корабли проектов 1128 и 1129.
8 июня 1985 года корабль обеспечил сложнейший в истории отечественной космонавтики, с технической точки зрения, полёт космонавтов В. А. Джанибекова и В. П. Савиных на космическом корабле «Союз Т-13» к орбитальной станции «Салют-7», имевшей целью восстановление её работоспособности.
С 15 марта 1986 года корабль сопровождал и обеспечивал связью (23—27 июня 1986 года) полёт космонавтов Л. Д. Кизима и В. А. Соловьёва на космическом корабле «Союз Т-15», выполнивших уникальную операцию по переносу оборудования со станции «Салют-7» на станцию «Мир» 17°00′ ю. ш. 161°00′ з. д..
КИК «Маршал Неделин» неоднократно участвовал в испытаниях новых межконтинентальных баллистических ракет.
15 ноября 1988 года КИК «Маршал Неделин» участвовал в обеспечении пуска ракеты-носителя «Энергия» и отслеживании беспилотного полёта многоразового корабля «Буран» 45°00′ ю. ш. 133°00′ з. д.
  В 1989 году корабль становится на текущий ремонт на «Дальзавод». Планировалось отремонтировать: дизели, навигационное оборудование, измерительный комплекс, частично планировал обновить вычислительную технику. В декабре 1990 года офицерское собрание написало письмо Министру обороны СССР Д. Т. Язову, в котором было выражено крайнее беспокойство за корабль. Ответа от МО СССР не последовало. Два месяца корабль держали на рейде Владивостока, затем поставили к стенке «Дальзавода». Корабль не ремонтировался, но и не разбирался.
В 1996 году во время ветра его навалило на стоящий у борта СКР, поломало палубное оборудование. 
Из-за нерешённости вопросов по кораблю он стал просто помехой в бухте Золотой Рог и его убрали в бухту Улисс.
В конце мая 2000 года ледокол «Магадан» вывел с бухты Улисс КИК «Маршал Неделин» и утянул в Аланг (Индия) на разделку. Через месяц, в Аланге, ледокол «Магадан» ошвартовался лагом к КИК «Маршал Неделин», разогнал в направлении пляжа и, обрубив швартовы, выбросил на берег.

## Командиры корабля (войсковая часть 20252)
- капитан 2-го ранга Моисеенко Олег Николаевич (29.08.1981 — 26.03.1984),
- капитан 1-го ранга Волков Владимир Фёдорович (26.03.1984 — 15.07.1992),
- капитан 1-го ранга Кудымов Владимир Николаевич (15.07.1992 — 1999).